# Spinomantis massi
A Spinomantis massi  a kétéltűek (Amphibia) osztályába és  a békák (Anura) rendjébe, az aranybékafélék (Mantellidae) családjába tartozó faj. 

## Előfordulása
Madagaszkár endemikus faja. A sziget északi végén, 200–1100 m-es tengerszint feletti magasságban honos.

## Nevének eredete
Nevét Frank Glaw lányának, Andrea Massnak Robert Mass-szal kötött házasságának emlékére kapta.

## Taxonómiai besorolása
Ezt a fajt elsőként Frank Glaw és Miguel Vences írta le 1994-ben, akkor a Mantidactylus nem Spinomantis alnemébe helyezték.

## Megjelenése
Közepes méretű Spinomantis faj. A holotípus mérete 37 mm, fejének szélessége 14 mm, szeme átmérője 4,5 mm. a nőstényeké 36–40 mm. Mellső lába úszóhártya nélküli. Ujjain jól fejlett tapadókorongok fejlődtek. Jól fejlett, 9x3 mm-es combmirigyei vannak. 
Háti bőre szemcsés. hátán, fején és szemein bőrkinővések vannak. Lábfejének hátsó részén 8–9 apró bőrkinövés helyezkedik el. Szemei között csak enyhe barázda húzódik. Hátának színe világosbarna, szabálytalan barna foltokkal és más mintákkal, egyesek színe zöld. Hátsó lábán sötétbarna keresztirányú sávok húzódnak. Oldalán néhány fehér folt látható. Hasi oldala egységesen fehér, kivéve a combokat, melyek márványos barnák. Vízfolyásokban szaporodik.

## Természetvédelmi helyzete
A vörös lista a sebezhető fajok között tartja nyilván. Valószínűleg két védett területen, a Manongarivo Rezervátumban és a Tsaratanana Rezervátumban fordul elő.